# یاسونوری یاسودا
یاسونوری یاسودا (انگلیسی: Yasunori Yasuda؛ زادهٔ ۲۰ نوامبر ۱۹۵۲) بازیکن والیبال اهل ژاپن بود.